# Bakonygyepesi Zergebogláros Természetvédelmi Terület

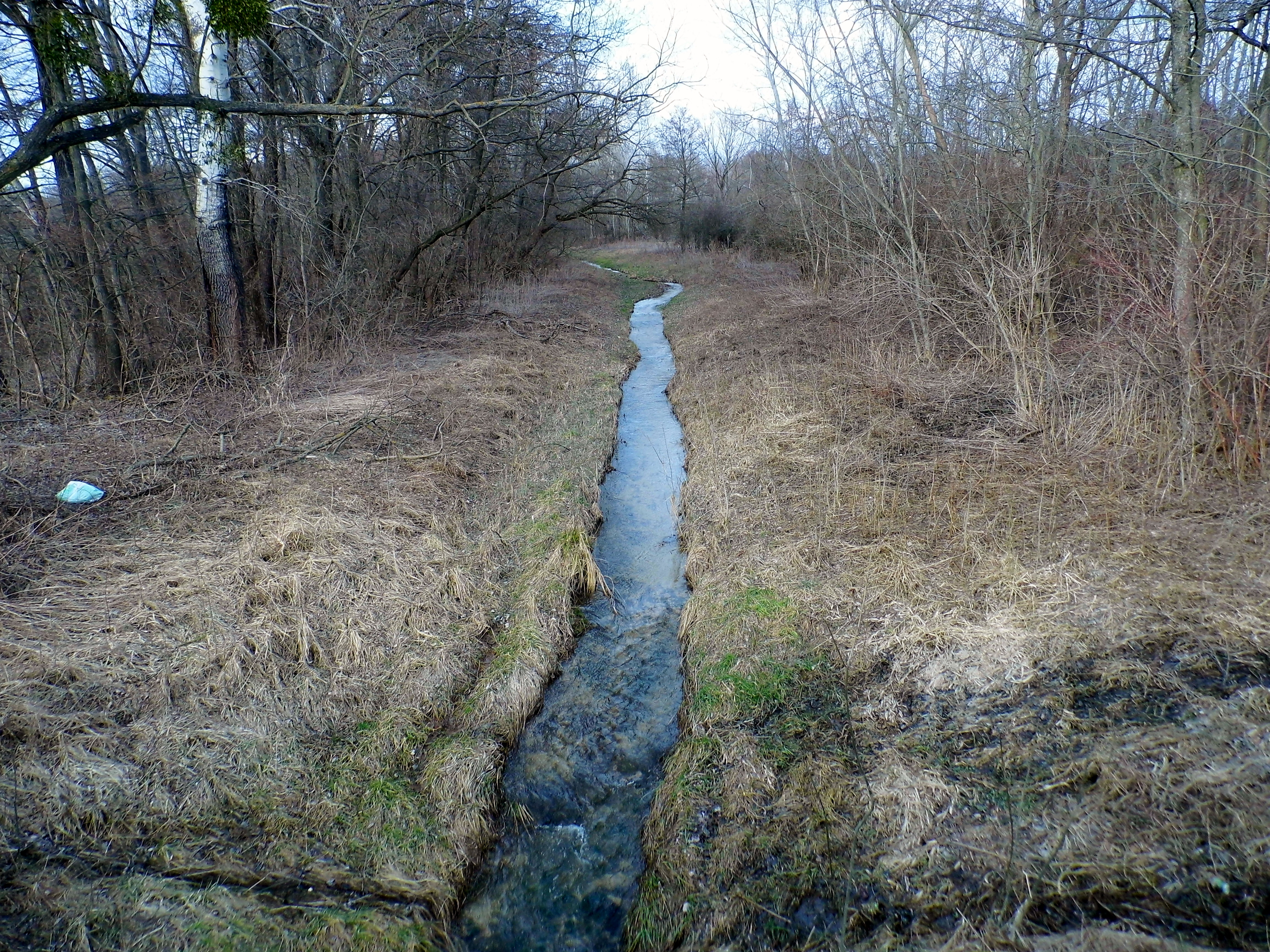
a Csigere-patak átfolyik a lápréten

A Bakonygyepesi Zergebogláros Természetvédelmi Terület a Balaton-felvidéki Nemzeti Park Igazgatósághoz tartozó természetvédelmi terület. A kis területű láprétet keletről és nyugatról Ajkarendek, illetve a névadó Bakonygyepes falvak, délről a két falut összekötő 73 131-es, északról pedig a 8-as út határolják. Közepén észak-dél irányban kettészeli a déli irányba folyó Csigere-patak, amely a terület vízellátását is nagymértékben ellátja.

## Növényzete
A terület névadója a zergeboglár. A növény előfordulása nem tipikus a vidéken, a hidegebb klímát kedveli. Az a tény, hogy mégis előfordul itt lápréten, a hűvös mikroklímának köszönhető. A réten megtalálható még a békaliliom, az északi galaj, a fehér zászpa, hússzínű ujjaskosbor, valamint a szibériai és a sárga nőszirom is.

## Látogathatóság
Szabadon látogatható.